# Rhagodixa hirsti
Rhagodixa hirsti är en spindeldjursart som beskrevs av Roewer 1933. Rhagodixa hirsti ingår i släktet Rhagodixa och familjen Rhagodidae. Inga underarter finns listade i Catalogue of Life.